# Капитанов, Лев Николаевич
Лев Николаевич Капитанов (1910—1991) — советский борец классического стиля, Заслуженный тренер СССР (1957).

## Биография
Увлёкся борьбой в 1925 году. В 1930 году начал заниматься тренерской деятельностью. Чемпион Грузии 1933 и 1934 годов в лёгком весе, серебряный призёр первенства Закавказья 1934 года. Участник Великой Отечественной войны. Судья всесоюзной категории (1946), почётный судья всесоюзной категории (1956).

## Известные воспитанники
- Блиадзе, Омар Павлович (1942) — чемпион и призёр чемпионатов СССР и Европы, призёр чемпионата мира, мастер спорта СССР международного класса.
- Цалкаламанидзе, Мириан Васильевич (1927—2000) — чемпион СССР, призёр чемпионатов мира, олимпийский чемпион, Заслуженный мастер спорта СССР.